# Clinchamps-sur-Orne
Clinchamps-sur-Orne település Franciaországban, Calvados megyében. Lakosainak száma 1257 fő (2018. január 1.). Clinchamps-sur-Orne Amayé-sur-Orne, Boulon, Feuguerolles-Bully, Laize-la-Ville, May-sur-Orne és Mutrécy községekkel határos.

## Népesség
A település népességének változása:
| Lakosok száma | 532  | 523  | 618  | 804  | 969  | 1098 | 1099 | 1163 | 1219 | 1257 |
|               | 1968 | 1975 | 1982 | 1990 | 1999 | 2011 | 2013 | 2015 | 2017 | 2018 |